# Oospila procellosa
Oospila procellosa là một loài bướm đêm trong họ Geometridae.